# کیسه رتورت

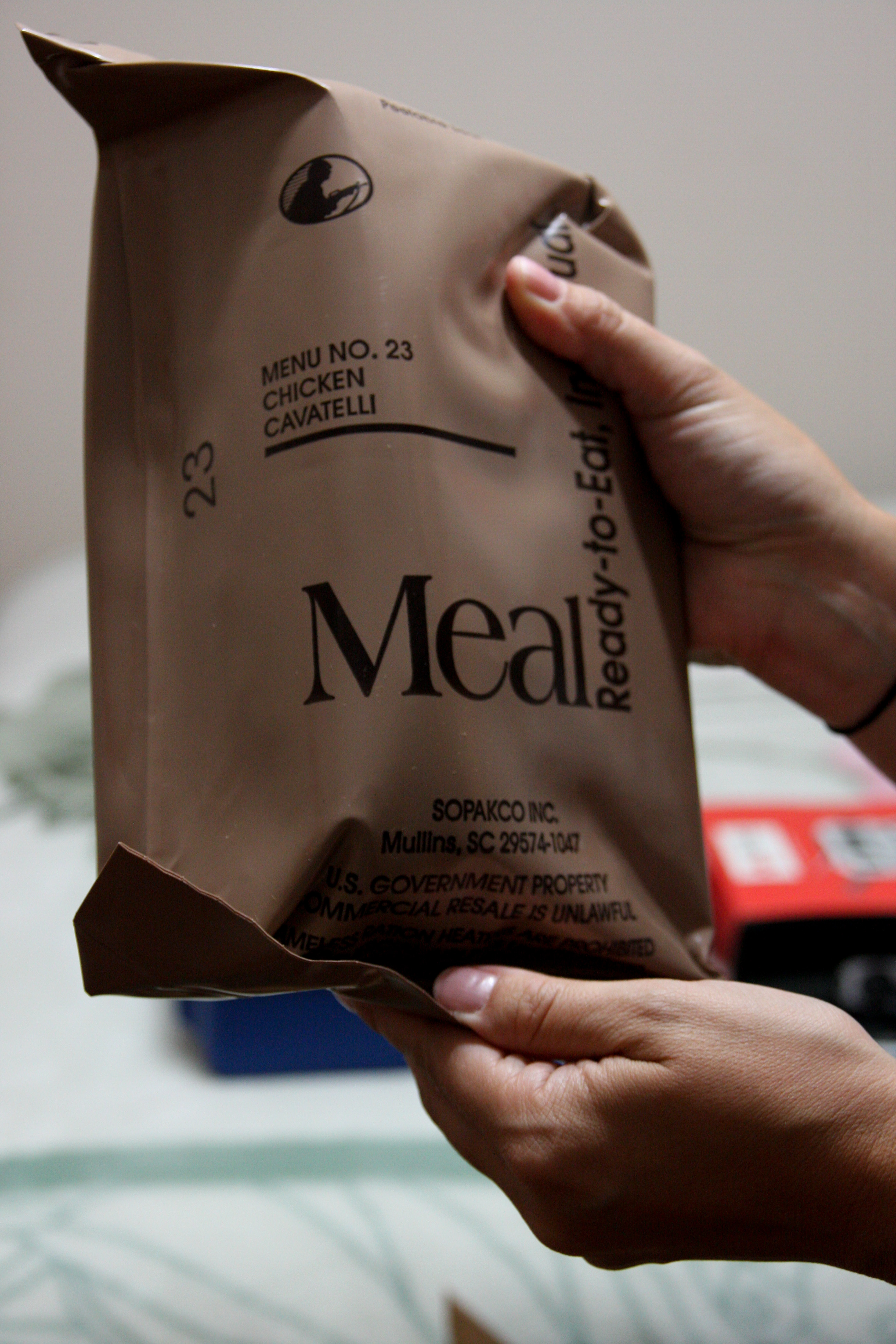
یک وعده غذایی آماده (MRE)، یک جیره غذایی میدانی که از یک کیسه رترو به عنوان بسته بندی استفاده می کند

کیسه رتورت یا کیسه رتورتبل نوعی بسته‌بندی مواد غذایی است که از یک لایه از پلاستیک انعطاف‌پذیر و فویل‌های فلزی ساخته شده است. این کیسه امکان بسته‌بندی استریل طیف گسترده‌ای از مواد غذایی و نوشیدنی‌ها را که با فرآیند آسپتیک حمل می‌شوند، فراهم می‌کند و به عنوان جایگزینی برای روش‌های سنتی کنسروسازی صنعتی استفاده می‌شود. کیسه‌های رتورت در غذای کودک و نوپا، غذای کمپینگ ، جیره‌های غذایی مزرعه ، محصولات ماهی ،  نودل فوری ، غذای فضایی ،  تغذیه ورزشی و برندهایی مانند کپری سان و Tasty Bite استفاده می‌شوند.
برخی از انواع آن دارای یک لایه محافظ در پایین هستند و به عنوان کیسه‌های ایستاده شناخته می‌شوند.

## تاریخچه
در سال 1968، شرکت مواد غذایی اوتسوکا ژاپن اولین شرکتی در جهان شد که یک محصول غذایی رتورت را تجاری‌سازی کرد. این محصول یک کاری ژاپنی به نام "Bon Curry" بود. کاری به غذایی تبدیل شد که می‌توانست برای مدت طولانی نگهداری شود و مانند رشته فرنگی فوری ، پس از سه دقیقه پخت، قابل خوردن بود.   از آنجایی که اطلاعات فنی دقیق در مورد کیسه رتورت، که یک فناوری نظامی بود، در دسترس عموم نبود، شرکت مواد غذایی اوتسوکا آن را با همکاری یک شرکت گروهی که داروهای داخل وریدی را با استفاده از فناوری استریلیزاسیون در دمای بالا تولید می‌کرد، توسعه داد. 